# Burswood
Burswood är en ort i Australien. Den ligger i kommunen Belmont och delstaten Western Australia, nära delstatshuvudstaden Perth. Antalet invånare är 1 278. Den ligger vid sjön Lake Vasto.
Runt Burswood är det tätbefolkat, med 790 invånare per kvadratkilometer.. Närmaste större samhälle är Perth, nära Burswood. 
Runt Burswood är det i huvudsak tätbebyggt. Genomsnittlig årsnederbörd är 1 018 millimeter. Den regnigaste månaden är maj, med i genomsnitt 176 mm nederbörd, och den torraste är februari, med 9 mm nederbörd.